# مار مخايل (المتن)
مار مخايل  هي إحدى القرى اللبنانية من قرى قضاء المتن في محافظة جبل لبنان.